# Vespa concinna
Vespa concinna är en getingart som beskrevs av Fabricius 1775. Vespa concinna ingår i släktet bålgetingar, och familjen getingar. Inga underarter finns listade i Catalogue of Life.